# Jean-François-Thérèse Chalgrin

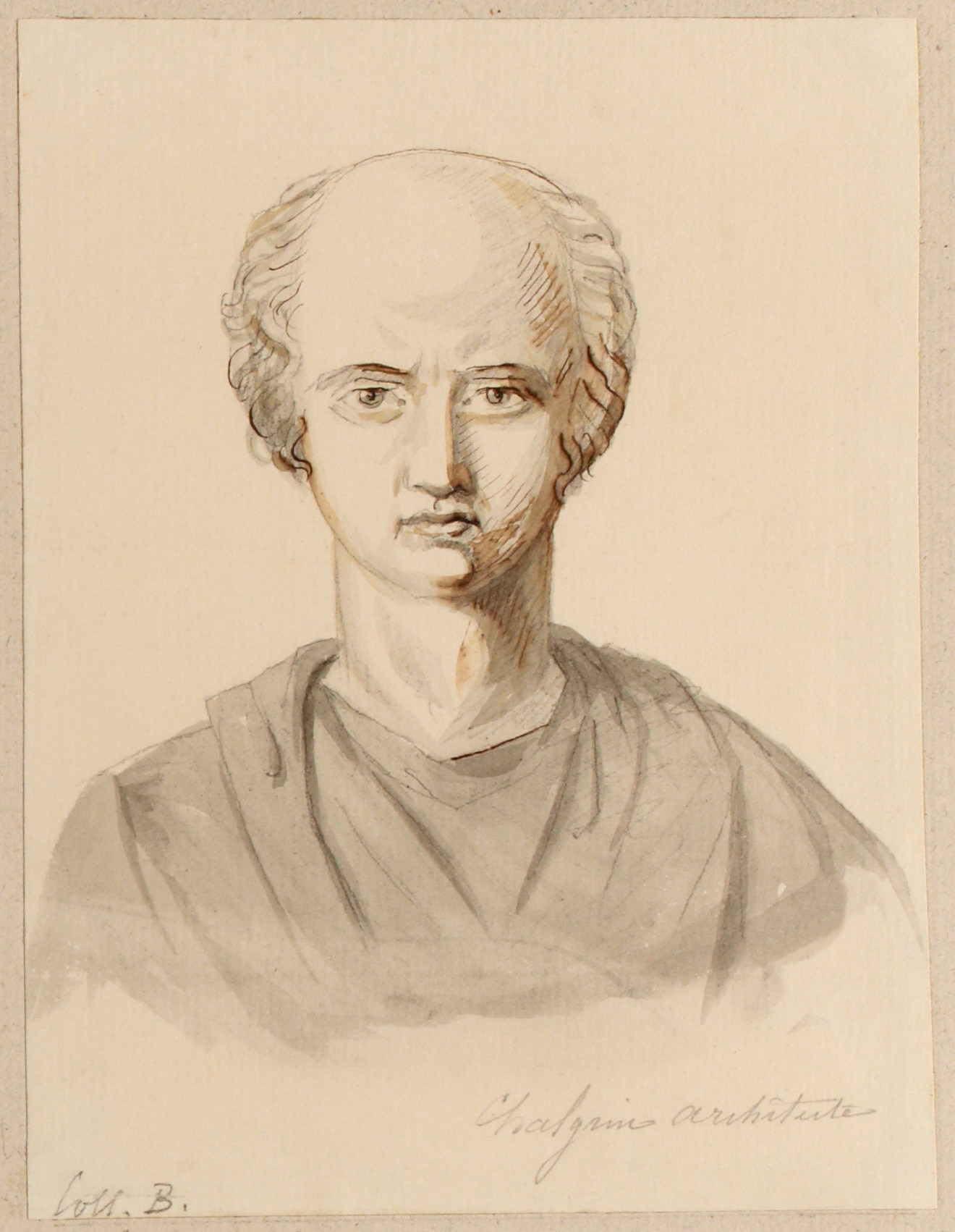
Jean Chalgrin.

Jean François Thérèse Chalgrin, född 1739 i Paris, död 21 januari 1811 i Paris, var en fransk arkitekt, verksam inom nyklassicismen.

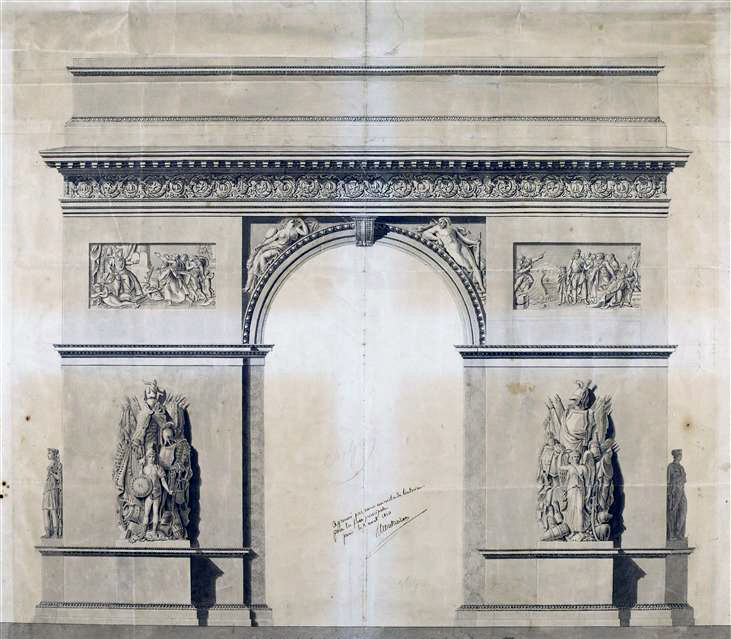
Triumfbågen.

Chalgrin utbildades i klassicerande riktning av Giovanni Niccolò Servandoni, var i Paris verksam vid Luxembourgpalatset och Saint-Sulpice, Odéonteatern samt skapade tillsammans med Jean-Arnaud Raymond Triumfbågen i Paris. Triumfbågen började uppföras efter Napoleons segrar 1806, men blev färdigställd av Guillaume-Abel Blouet först 1837.
Chalgrin ritade kyrkan Saint-Philippe-du-Roule, vilken kom att inspirera Étienne-Hippolyte Godde.